# Dubník (Borská nížina)
Dubník (288,8 m n. m.) je nevýrazný vrchol v Borské nížině, který se nachází na Záhorí u obce Borský Mikuláš . Přístupný je cestou z Borského Mikuláše.

## Vysílač Dubník
Rozhlasový a televizní vysílač pro Záhoří se nachází pod vrcholem Dubník, v nadmořské výšce 279 m n. m., jižně od obce Borský Mikuláš. Ocelová konstrukce věže je vysoká 71 metrů a byla dokončena v roce 1977. Signálem pokrývá oblast Záhoří a navazuje na vysílače Kamzík a Velká Javořina .

## Vysílač DVB-T
| multiplex    | kanál | ERP       | polarizace |
| ------------ | ----- | --------- | ---------- |
| 1. multiplex | -     | -         | -          |
| 2. multiplex | 37    | 44 kW     | vertikální |
| 3. multiplex | 22    | 22,144 kW | vertikální |
| 4. multiplex | -     | -         | -          |